# Steinberg, Vogtland
Steinberg là một đô thị thuộc huyện Vogtland, bang Sachsen, Đức. Đô thị Steinberg, Vogtland có diện tích 20,43 km², dân số thời điểm ngày 31 tháng 12 năm 2006 là 3051 người. Đô thị này đã được lập năm 1994 trên cơ sở sáp nhập các làng Rothenkirchen, Wernesgrün vàWildenau và được đặt tên theo núi Steinberg (661m/2168 ft), thuộc dãy núi Ore.